# Monaco au Concours Eurovision de la chanson 1974
Monaco a participé au Concours Eurovision de la chanson 1974 le 6 avril à Brighton (Angleterre), au Royaume-Uni. C'est la 16e participation monégasque au Concours Eurovision de la chanson.
Le pays est représenté par Romuald et la chanson Celui qui reste et celui qui s'en va, sélectionnées en interne par Télé Monte-Carlo.

## Sélection interne
Le radiodiffuseur monégasque, Télé Monte-Carlo, choisit l'artiste et la chanson en interne pour représenter Monaco au Concours Eurovision de la chanson 1974.
Lors de cette sélection, c'est la chanson Celui qui reste et celui qui s'en va, écrite par Michel Jourdan, composée par Jean-Pierre Bourtayre et interprétée par le chanteur français Romuald, de son nom entier Romuald Figuier, qui fut choisie avec Raymond Donnez comme chef d'orchestre.
| Ordre | Interprète | Chanson                              | Langue   |
| ----- | ---------- | ------------------------------------ | -------- |
| 1     | Romuald    | Celui qui reste et celui qui s'en va | Français |

## À l'Eurovision
Chaque pays a un jury de dix personnes. Chaque juré attribue un point à sa chanson préférée.

### Points attribués par Monaco
| 4 points | Italie                     |
| 3 points | Espagne                    |
| 1 point  | Irlande Luxembourg Norvège |

### Points attribués à Monaco
| 10 points | 9 points | 8 points | 7 points                                      | 6 points                                                 |
| --------- | -------- | -------- | --------------------------------------------- | -------------------------------------------------------- |
|           |          |          |                                               |                                                          |
| 5 points  | 4 points | 3 points | 2 points                                      | 1 point                                                  |
|           |          |          | - Allemagne - Belgique - Espagne - Luxembourg | - Irlande - Israël - Norvège - Portugal - Suède - Suisse |

Romuald interprète Celui qui reste et celui qui s'en va en 10e position, suivant le Luxembourg et précédant la Belgique.
Au terme du vote final, Monaco termine 4e, ex aequo avec le Luxembourg et le Royaume-Uni, sur 17 pays, ayant reçu 14 points,.